# 板網球

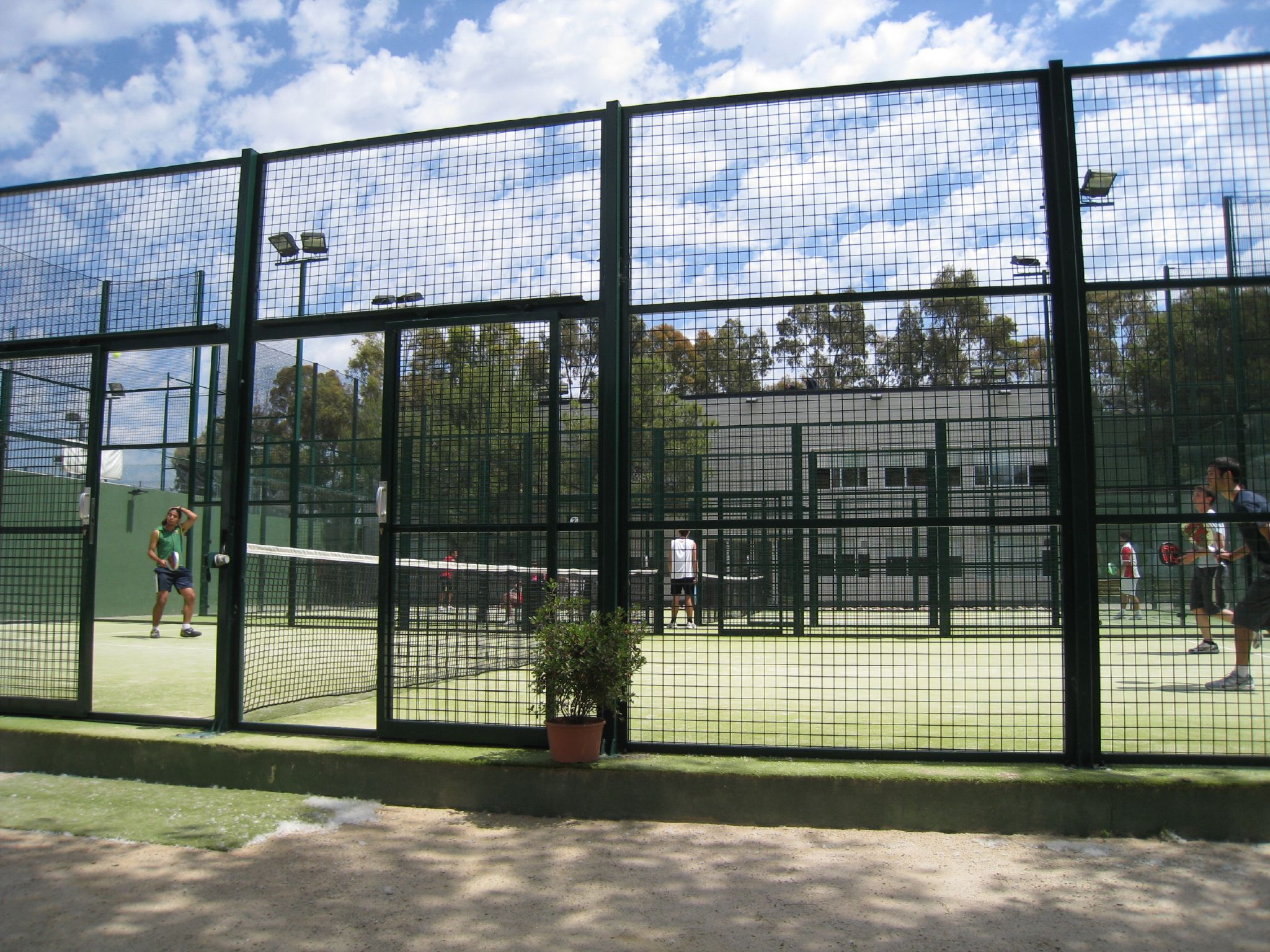
板網球運動場

板網球（英語：Paddle tennis），是一種單打或雙打小型網球運動。

## 歷史
美國於1921年由F.P.比爾推廣，於1940年開始有首場全國性比賽，並且於30年代傳至中國。場地為草地網球的一半，使用木板拍和海棉橡膠球。比賽規則大體上與草地網球相同。

## 外部連結
- United States Paddle Tennis Association (USPTA)